# Spoorlijn Compiègne - Roye-Faubourg-Saint-Gilles
De Spoorlijn Compiègne - Roye-Faubourg-Saint-Gilles was een Franse spoorlijn van Compiègne naar Roye. De lijn was 33,1 km lang en heeft als lijnnummer 248 000.

## Geschiedenis
De lijn werd aangelegd door de Compagnie des chemins de fer du Nord en geopend op 4 juli 1881. Reizigersverkeer werd opgeheven op 1 juli 1939, tegelijk met het vervoer op veel andere lokale spoorlijnen in Oise. Goederenvervoer tussen Roye-sur-Matz en Roye-Faubourg-Saint-Gilles heeft plaatsgevonden tot 3 april 1972, tussen Bienville en Roye-sur-Matz tot 1981 en tussen Compiègne en Bienville tot 2006.
In 2020 is het laatste gedeelte van de lijn tussen Compiègne en Bienville opgebroken.

## Aansluitingen
In de volgende plaatsen is of was er een aansluiting op de volgende spoorlijnen:
Compiègne
RFN 242 000, spoorlijn tussen Creil en Jeumont
RFN 317 000, spoorlijn tussen Rochy-Condé en Soissons
Roye-Faubourg-Saint-Gilles
RFN 259 000, spoorlijn tussen Saint-Just-en-Chaussée en Douai

## Galerij

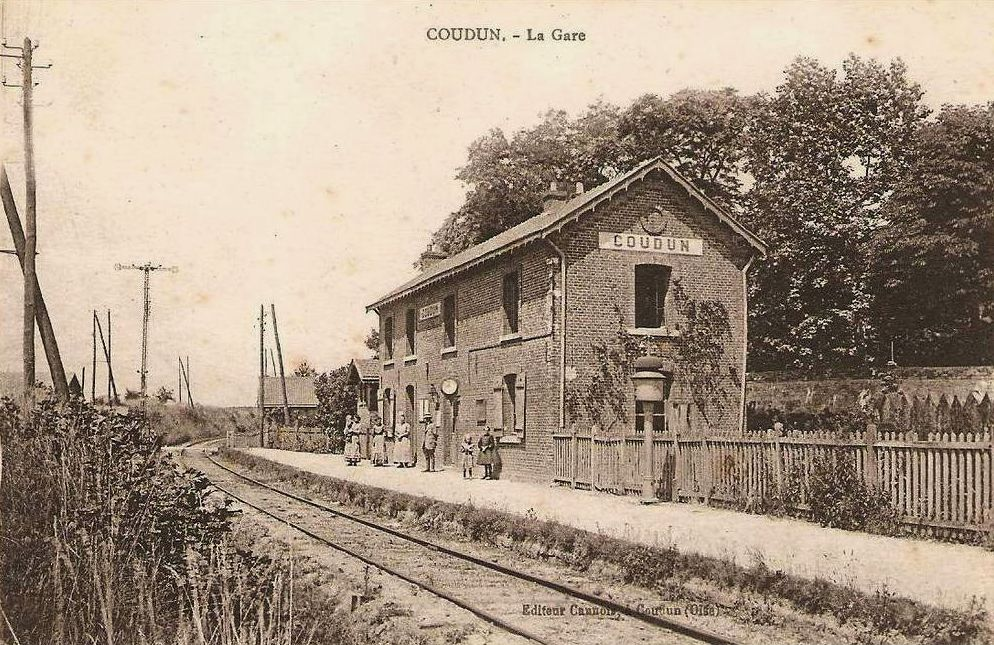
Halte Coudun, begin 20e eeuw
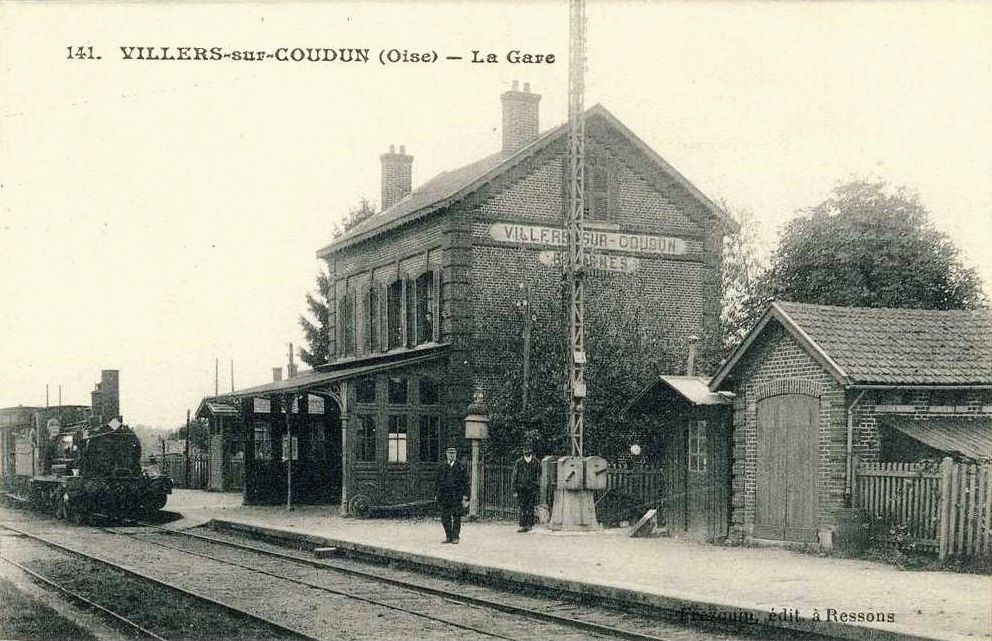
Station Villers-sur-Coudun
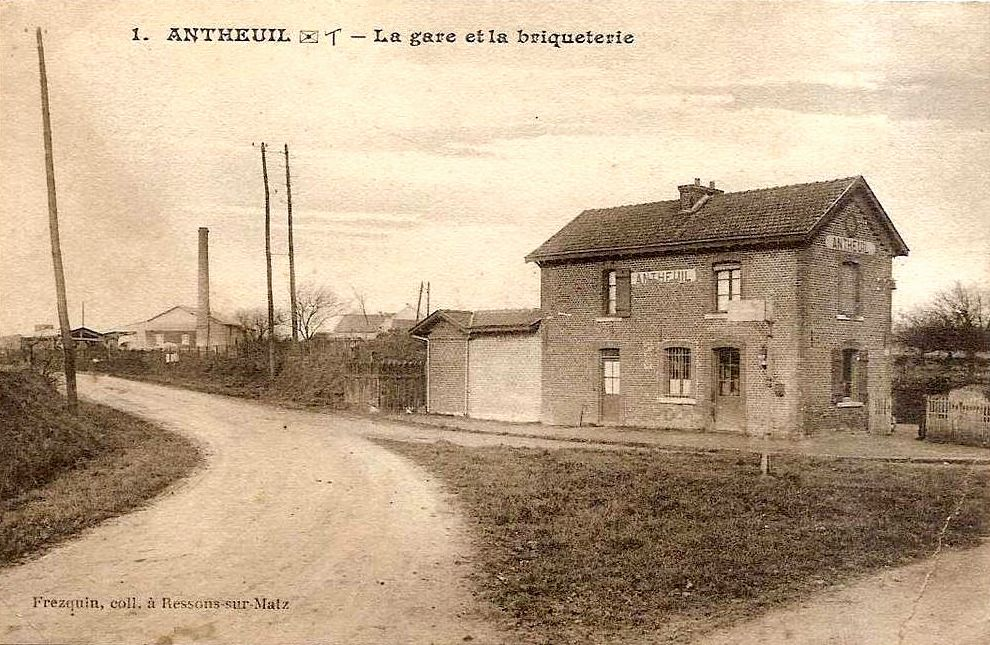
Halte Antheuil
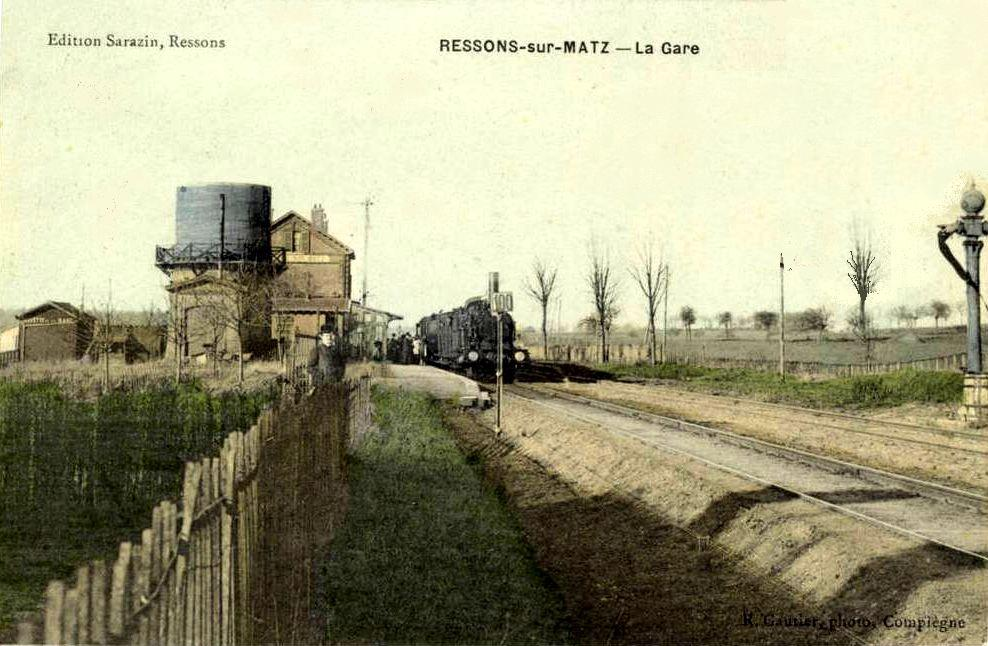
Station Ressons-sur-Matz